# Kroužek (diakritika)
Kroužek je diakritické znaménko, které používá především čeština ve spojení s písmenem U pro označení délky (ů) a severské jazyky (švédština, finština, dánština, norština) s písmenem A pro označení výslovnosti blízké zavřenému [o] (å).

## Historie

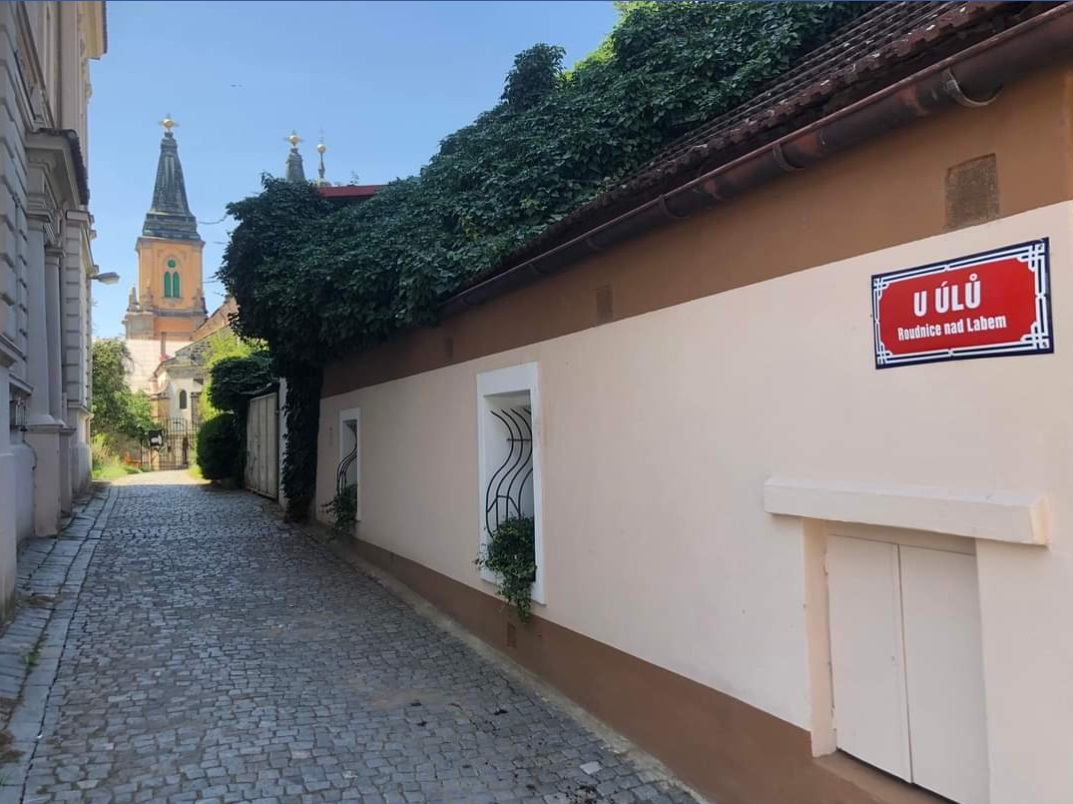
Ulice "U Úlů" ve městě Roudnice nad Labem.

V češtině byl kroužek poprvé pro označení dlouhého U použit v bibli kralické; začal tak nahrazovat dřívější dvojhlásku uo.

## Zápis v prostředí PC
V kódování Unicode existuje kombinující diakritické znaménko U+030A vyznačující kroužek nad předchozím písmenem. Vedle toho existují již předkomponované znaky pro malá a velká písmena A a U, malé w a malé y a také malé a velké písmeno A s kroužkem a nad ním čárkou. Z písmen, pro která neexistují předkomponované varianty, se v praxi objevují písmena E̊, Q̊, W̊, Y̊.
V typografickém systému TeX se kroužek nad následující znak zadává příkazem \accent23.